# ТЕС Ройвал
ТЕС Ройвал — теплова електростанція на північному сході Південно-Африканської Республіки, за десяток кілометрів на північ від околиць Преторії (муніципалітет Цване).
Цю розраховану на використання вугілля конденсаційну станцію спорудили в 1963 році. Вона складалася з п'яти парових турбін потужністю по 60 МВт.
Станом на 2010-ті роки через знос обладнання станція діяла з фактичною потужністю значно меншою від проектної — максимум 40 МВт від одного блоку. А у 2012-му через численні течі з трубопроводів не працювали одразу чотири з п'яти енергоблоків.
У 2015 році місто Цване оголосило про бажання залучити інвесторів для реновації своїх двох станцій — Rooiwal та ТЕС Преторія-Захід.